# Gad (nome)
Gad (in ebraico: גָּד) è un nome proprio di persona ebraico maschile.

## Origine e diffusione
Vuol dire "fortuna", "buona sorte" in ebraico; ha quindi significato affine ai nomi Bonaventura, Felicita, Dalia, Laima, Uğur e Lykke.
Nome di tradizione biblica, è presente nell'Antico Testamento, dove Gad è il primo figlio avuto da Giacobbe e da Zilpa, la schiava di Lia (Gn 30:9-11), che sarà il capostipite di una delle dodici tribù d'Israele; inoltre è portato anche da un profeta presso la corte di Davide (1Sam 22:5).

## Onomastico
Il nome è adespoto, cioè non è portato da alcun santo. L'onomastico ricade quindi il 1º novembre, giorno di Tutti i Santi.

## Persone
- Gad Elmaleh, attore, umorista e regista marocchino naturalizzato francese
- Gad Lerner, giornalista, scrittore e conduttore televisivo italiano